# Belgio ai XXIV Giochi olimpici invernali
Il Belgio ha partecipato ai XXIV Giochi olimpici invernali, che si sono svolti dal 4 al 20 febbraio 2022 a Pechino in Cina, con una delegazione composta da 19 atleti.

## Delegazione
| Sport                   | Uomini | Donne | Totale |
| ----------------------- | ------ | ----- | ------ |
| Biathlon                | 4      | 1     | 5      |
| Bob                     | -      | 2     | 2      |
| Pattinaggio di figura   | -      | 1     | 1      |
| Pattinaggio di velocità | 2      | 1     | 3      |
| Sci alpino              | 3      | -     | 3      |
| Sci di fondo            | 1      | -     | 1      |
| Short track             | 1      | 1     | 2      |
| Skeleton                | -      | 1     | 1      |
| Snowboard               | -      | 1     | 1      |
| Totale                  | 11     | 8     | 19     |

## Medaglie
| Riepilogo quotidiano | Riepilogo quotidiano | Riepilogo quotidiano | Riepilogo quotidiano | Riepilogo quotidiano | Riepilogo quotidiano | Riepilogo quotidiano |
| -------------------- | -------------------- | -------------------- | -------------------- | -------------------- | -------------------- | -------------------- |
| Giorno               | Data                 |                      |                      |                      | Totale               |                      |
| 1º                   | 5                    | 0                    | 0                    | 0                    | 0                    |                      |
| 2º                   | 6                    | 0                    | 0                    | 0                    | 0                    |                      |
| 3º                   | 7                    | 0                    | 0                    | 0                    | 0                    |                      |
| 4º                   | 8                    | 0                    | 0                    | 0                    | 0                    |                      |
| 5º                   | 9                    | 0                    | 0                    | 0                    | 0                    |                      |
| 6º                   | 10                   | 0                    | 0                    | 0                    | 0                    |                      |
| 7º                   | 11                   | 0                    | 0                    | 1                    | 1                    |                      |
| 8º                   | 12                   | 0                    | 0                    | 0                    | 0                    |                      |
| 9º                   | 13                   | 0                    | 0                    | 0                    | 0                    |                      |
| 10º                  | 14                   | 0                    | 0                    | 0                    | 0                    |                      |
| 11º                  | 15                   | 0                    | 0                    | 0                    | 0                    |                      |
| 12º                  | 16                   | 0                    | 0                    | 0                    | 0                    |                      |
| 13º                  | 17                   | 0                    | 0                    | 0                    | 0                    |                      |
| 14º                  | 18                   | 0                    | 0                    | 0                    | 0                    |                      |
| 15º                  | 19                   | 1                    | 0                    | 0                    | 1                    |                      |
| Totale               | Totale               | 1                    | 0                    | 1                    | 2                    |                      |

### Medagliere per disciplina
| Sport                   | Oro | Argento | Bronzo | Totale |
| ----------------------- | --- | ------- | ------ | ------ |
| Pattinaggio di velocità | 1   | 0       | 0      | 1      |
| Short track             | 0   | 0       | 1      | 1      |
| Totale                  | 1   | 0       | 1      | 2      |

### Medaglie d'oro
| Medaglia | Nome        | Sport                   | Evento     |
| -------- | ----------- | ----------------------- | ---------- |
| Oro      | Bart Swings | Pattinaggio di velocità | Mass start |

### Medaglie di bronzo
| Medaglia | Nome         | Sport       | Evento           |
| -------- | ------------ | ----------- | ---------------- |
| Bronzo   | Hanne Desmet | Short track | 1000 m femminile |

## Biathlon

### Uomini
| Evento             | Atleta                                                          | Penalità    | Tempo d'arrivo | Posizione |
| ------------------ | --------------------------------------------------------------- | ----------- | -------------- | --------- |
| 10 km sprint       | Cesar Beauvais                                                  | 30'06"8     | 4 (1+3)        | 94º       |
| 10 km sprint       | Florent Claude                                                  | 27'35"1     | 4 (1+3)        | 84º       |
| 10 km sprint       | Tom Lahaye-Goffart                                              | 28'15"1     | 1 (1+0)        | 91º       |
| 10 km sprint       | Thierry Langer                                                  | 26'59"8     | 1 (1+0)        | 67º       |
| 20 km individuale  | Cesar Beauvais                                                  | 7 (1+1+1+4) | 1h02'50"5      | 91º       |
| 20 km individuale  | Florent Claude                                                  | 5 (0+2+3+0) | 57'11"2        | 75º       |
| 20 km individuale  | Tom Lahaye-Goffart                                              | 7 (2+1+3+1) | 1h02'26"2      | 90º       |
| 20 km individuale  | Thierry Langer                                                  | 5 (1+1+2+1) | 57'18"3        | 77º       |
| Staffetta 4x7,5 km | Cesar Beauvais Florent Claude Tom Lahaye-Goffart Thierry Langer | LAP         | LAP            | 20ª       |

### Donne
| Evento            | Atleta    | Penalità | Tempo d'arrivo | Posizione |
| ----------------- | --------- | -------- | -------------- | --------- |
| 7,5 km sprint     | Lotte Lie | 23:41.1  | 3 (3+0)        | 64ª       |
| 15 km individuale | Lotte Lie | 49'36"9  | 4 (1+2+0+1)    | 45ª       |

## Bob
| Evento              | Equipaggio                    | 1ª manche | 2ª manche | 3ª manche | 4ª manche | Totale | Posizione |
| ------------------- | ----------------------------- | --------- | --------- | --------- | --------- | ------ | --------- |
| Bob a due femminile | Sara Aerts An Vannieuwenhuyse | 1'02"08   | 1'02"12   |           |           |        |           |

## Pattinaggio di figura
| Atleta          | Evento    | Programma corto | Programma corto | Programma libero | Programma libero | Totale | Totale    |
| Atleta          | Evento    | Punti           | Posizione       | Punti            | Posizione        | Punti  | Posizione |
| --------------- | --------- | --------------- | --------------- | ---------------- | ---------------- | ------ | --------- |
| Loena Hendrickx | Femminile | 70,09           | 7ª              | 136,70           | 9ª               | 206,79 | 8ª        |

## Pattinaggio di velocità

### Uomini
| Evento  | Atleta        | Tempo    | Posizione |
| ------- | ------------- | -------- | --------- |
| 1000 m  | Mathias Vosté | 1'10"22  | 27º       |
| 1500 m  | Bart Swings   | 1'45"82  | 13º       |
| 1500 m  | Mathias Vosté | 1'49"93  | 29º       |
| 5000 m  | Bart Swings   | 6'16"90  | 7º        |
| 10000 m | Bart Swings   | 13'02"43 | 10º       |

Mass start
| Evento     | Atleta      | Semifinali | Semifinali | Semifinali | Finale | Finale  | Finale |
| Evento     | Atleta      | Punti      | Tempo      | Pos.       | Punti  | Tempo   | Pos.   |
| ---------- | ----------- | ---------- | ---------- | ---------- | ------ | ------- | ------ |
| Mass start | Bart Swings | 44         | 7'56"74    | 2º Q       | 63     | 7'47"11 |        |

### Donne
Mass start
| Evento     | Atleta       | Semifinali | Semifinali | Semifinali | Finale          | Finale          | Finale          |
| Evento     | Atleta       | Punti      | Tempo      | Pos.       | Punti           | Tempo           | Pos.            |
| ---------- | ------------ | ---------- | ---------- | ---------- | --------------- | --------------- | --------------- |
| Mass start | Sandrine Tas | 0          | 8'37"77    | 12ª        | Non qualificata | Non qualificata | Non qualificata |

## Sci alpino
| Atleta                | Evento                   | 1ª manche | 1ª manche | 2ª manche       | 2ª manche       | Totale          | Totale          |
| Atleta                | Evento                   | Tempo     | Posizione | Tempo           | Posizione       | Tempo           | Posizione       |
| --------------------- | ------------------------ | --------- | --------- | --------------- | --------------- | --------------- | --------------- |
| Sam Maes              | Slalom gigante maschile  | DNF       | DNF       | Non qualificato | Non qualificato | Non qualificato | Non qualificato |
| Dries Van den Broecke | Slalom gigante maschile  | DNF       | DNF       | Non qualificato | Non qualificato | Non qualificato | Non qualificato |
| Sam Maes              | Slalom speciale maschile | DNF       | DNF       | Non qualificato | Non qualificato | Non qualificato | Non qualificato |
| Armand Marchant       | Slalom speciale maschile | 56"13     | 24º       | 51"72           | 22º             | 1'47"85         | 22º             |
| Dries Van den Broecke | Slalom speciale maschile | 56"77     | 27º       | DNF             | DNF             | DNF             | DNF             |

## Sci di fondo
Distanza
| Atleta           | Evento                 | Tecnica classica | Tecnica classica | Tecnica libera | Tecnica libera | Totale    | Totale   | Totale    |     |     |
| Atleta           | Evento                 | Tempo            | Posizione        | Tempo          | Posizione      | Tempo     | Distacco | Posizione |     |     |
| ---------------- | ---------------------- | ---------------- | ---------------- | -------------- | -------------- | --------- | -------- | --------- | --- | --- |
| Thibaut De Marre | 15 km tecnica libera   | N.D.             | N.D.             | N.D.           | N.D.           | 42'56"7   | +5'01"9  | 59º       |     |     |
| Thibaut De Marre | Skiathlon 30 km        | 44'40"8          | 56º              | LAP            | LAP            | LAP       | LAP      | 54º       | 54º | 54º |
| Thibaut De Marre | 50 km tecnica classica | N.D.             | N.D.             | N.D.           | N.D.           | 1h19'53"8 | +8'21"1  | 47º       |     |     |

Sprint
| Atleta           | Evento          | Qualificazioni | Qualificazioni | Quarti di finale | Quarti di finale | Semifinali      | Semifinali      | Finale          | Finale          |
| Atleta           | Evento          | Tempo          | Pos.           | Tempo            | Pos.             | Tempo           | Pos.            | Tempo           | Pos.            |
| ---------------- | --------------- | -------------- | -------------- | ---------------- | ---------------- | --------------- | --------------- | --------------- | --------------- |
| Thibaut De Marre | Sprint maschile | 3'10"66        | 76º            | Non qualificato  | Non qualificato  | Non qualificato | Non qualificato | Non qualificato | Non qualificato |

## Short track
| Atleta       | Evento           | Batteria | Batteria | Quarto di finale | Quarto di finale | Semifinale      | Semifinale      | Finale          | Finale          |
| Atleta       | Evento           | Tempo    | Pos.     | Tempo            | Pos.             | Tempo           | Pos.            | Tempo           | Pos.            |
| ------------ | ---------------- | -------- | -------- | ---------------- | ---------------- | --------------- | --------------- | --------------- | --------------- |
| Stijn Desmet | 500 m maschile   | 40"585   | 3º q     | 40"718           | 4º               | Non qualificato | Non qualificato | Non qualificato | Non qualificato |
| Stijn Desmet | 1000 m maschile  | DSQ      | DSQ      | Non qualificato  | Non qualificato  | Non qualificato | Non qualificato | Non qualificato | Non qualificato |
| Stijn Desmet | 1500 m maschile  | N.D.     | N.D.     | 2'19"112         | 3º Q             | 2'11"169        | 5º              | Non qualificato | Non qualificato |
| Hanne Desmet | 500 m femminile  | 43"702   | 3ª q     | 42"991           | 2ª Q             | 55"304          | 4ª ADVA         | 42"941          | 5ª              |
| Hanne Desmet | 1000 m femminile | 1'27"836 | 2ª Q     | 1'29"388         | 2ª Q             | 1'28"166        | 2ª QA           | 1'28"928        |                 |
| Hanne Desmet | 1500 m femminile | N.D.     | N.D.     | 2'18"931         | 2ª Q             | 2'19"001        | 2ª QA           | 2'18"711        | 4ª              |

## Skeleton
| Atleta            | Evento        | 1ª manche | 2ª manche | 3ª manche | 4ª manche | Totale  | Posizione |
| ----------------- | ------------- | --------- | --------- | --------- | --------- | ------- | --------- |
| Singolo femminile | Kim Meylemans | 1'02"35   | 1'02"92   | 1'02"34   | 1'03"73   | 4'11"34 | 18ª       |

## Snowboard
| Atleta    | Evento               | Qualificazioni | Qualificazioni | Qualificazioni | Qualificazioni | Qualificazioni | Finale          | Finale          | Finale          | Finale          | Finale          |
| Atleta    | Evento               | Prova 1        | Prova 2        | Prova 3        | Migliore       | Posizione      | Prova 1         | Prova 2         | Prova 3         | Migliore        | Posizione       |
| --------- | -------------------- | -------------- | -------------- | -------------- | -------------- | -------------- | --------------- | --------------- | --------------- | --------------- | --------------- |
| Evy Poppe | Big air femminile    | 44.00          | 60.75          | 21.00          | 81.75          | 24ª            | Non qualificata | Non qualificata | Non qualificata | Non qualificata | Non qualificata |
| Evy Poppe | Slopestyle femminile | 47.08          | 56.80          | N.D.           | 56.80          | 14ª            | Non qualificata | Non qualificata | Non qualificata | Non qualificata | Non qualificata |